# Carallia coriifolia
Carallia coriifolia är en tvåhjärtbladig växtart som beskrevs av Henry Nicholas Ridley. Carallia coriifolia ingår i släktet Carallia, och familjen Rhizophoraceae. Inga underarter finns listade i Catalogue of Life.